# 周慶祥
周庆祥（1904年—1948年），國民革命軍中將，曾任国民革命军整编第三十二师师长，在第二次国共内战中因貽誤戰機遭到处决。

## 早年
周庆祥为山东省夏津县城北陈庄（今夏津县田庄乡陈庄村）人，原名周昭桐，字云亭。
周庆祥生于富裕农家，幼年读私塾，后就读于夏津县第一高等小学、东昌二中。
1925年10月入黄埔军校第四期步兵科，次年10月毕业后，分配到國民革命軍第一軍第三师， 随部队参加北伐，先后任见习官、排长、连长等职。
1927年9月，曾在南京东龙潭镇参加讨伐军阀孙传芳部战役。1932年随部参加了第四次对中国工农红军围剿。

## 抗日战争期间
抗日战争初期，周庆祥任國民革命軍第二軍之下的國民革命軍第3師第十八团团长。
1938年5月至10月参加了武汉保卫战。同年7月，九江湖口一役，部队伤亡惨重，遂到湖南衡山补充兵员整训达半年之久。第3師轉移至新成立的國民革命軍第八軍麾下。
1939年2月中旬南昌會戰期間，第3師佈署至江西修水阻敌进攻，部队损失严重，南昌會戰結束後隨第八軍轉移至湖南湘潭整训。
1939年9月，周庆祥又率众参加第一次长沙战役。1940年7月，升任第三师师长，转战湘赣一带。
1941年9月、12月两次参加第二次、第三次長沙會戰。
1944年5月下旬至8月上旬，周庆祥所率領的第3师投入長衡會戰。6月18日，长沙失守，日军乘胜进攻衡阳。第十軍在撤入衡陽後，成為衡陽城防的主力部隊，進行衡阳保卫战。
8月16日，日军衝进衡阳，城陷，周慶祥與軍長方先覺等人一同投降受俘。周庆祥被俘后约20馀日，在軍統湖南站特工協助與軍參謀長孫鳴玉一同脱逃至广西省，收编散兵，重建第三师，同年年底因衡陽會戰戰功獲頒青天白日勳章。同年底，第3師先后到重庆、汉中整训。
1945年2月，升任重建的第十军副军长。

## 国共内战期间
抗戰勝利後第十軍被縮編為整編第3師，原先兼任軍長的李玉堂則離職，整3師師長一職由顧祝同的外甥趙錫田接任。周慶祥因不服趙錫田的資歷與能力，決定離職，到山東省投靠軍校學長兼同鄉，同時擔任第二綏靖區司令官的王耀武。投靠王耀武後，周慶祥擔任過中央训练团第十九军官总队总队长，山东省训练团少将教育长、团长。
民國三十六年（1947），周慶祥轉任重建中的整編32師師長，替換魯西南戰役中敗戰的唐永良。民國三十七年（1948）3月，在膠濟路西段戰役之周村戰鬥中整32師在周村遭到包圍殲滅，周慶祥化妝後逃出，歸隊後遭扣押，解送南京军法处会审，以贻误戎机罪被枪决于南京雨花台。